# Perth Zoo

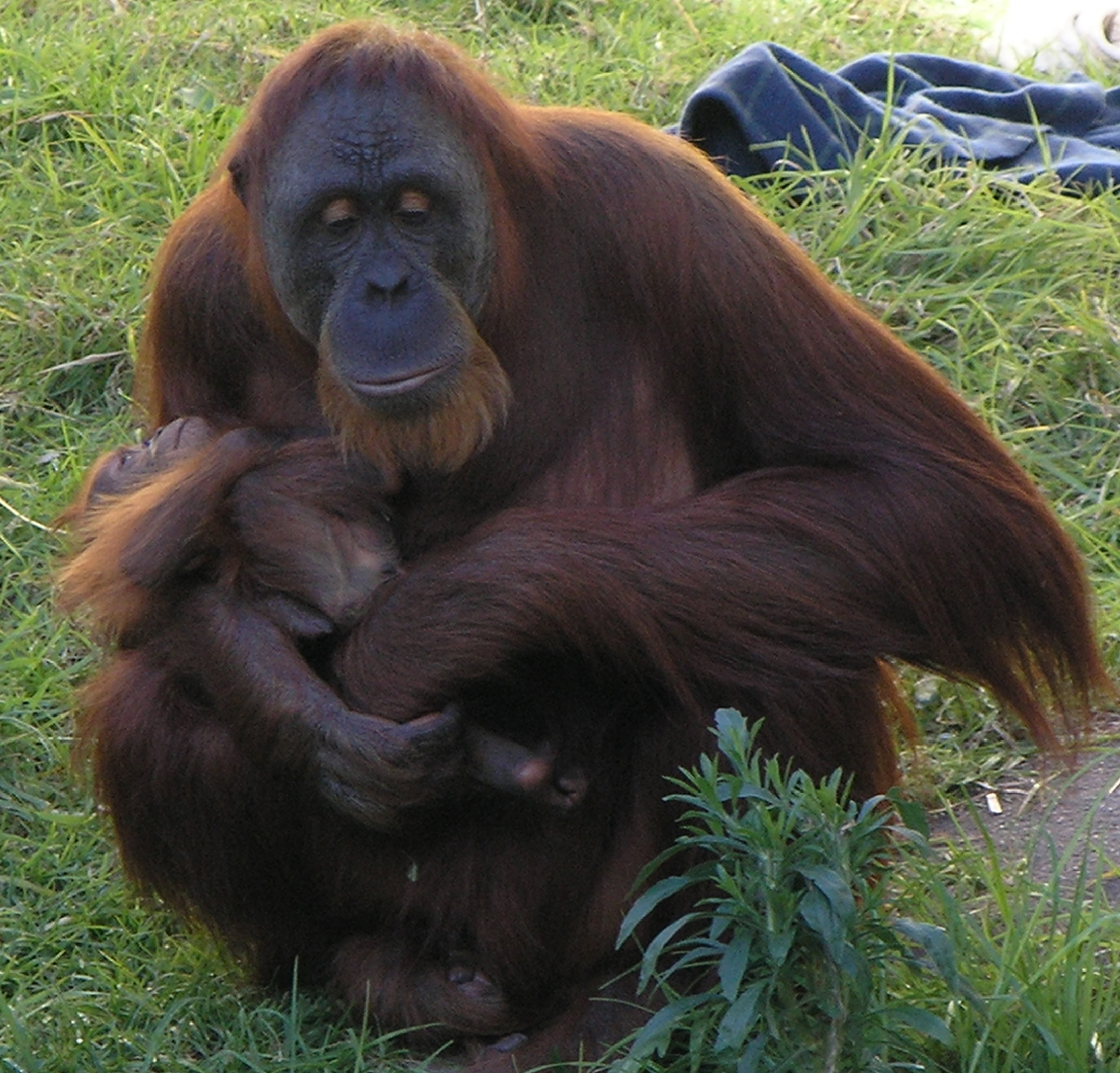
Orangutan borneański

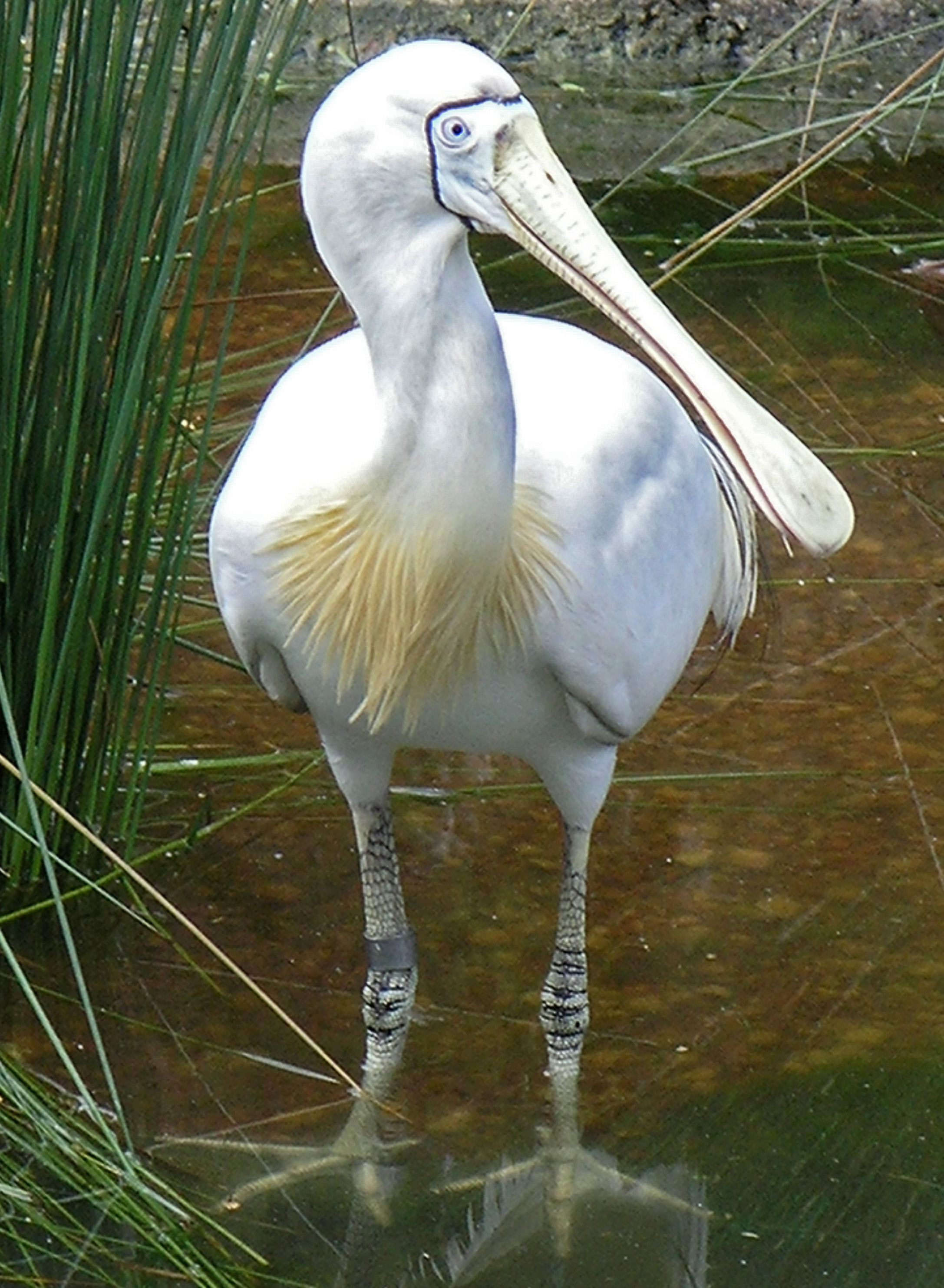
Warzęcha żółtodzioba

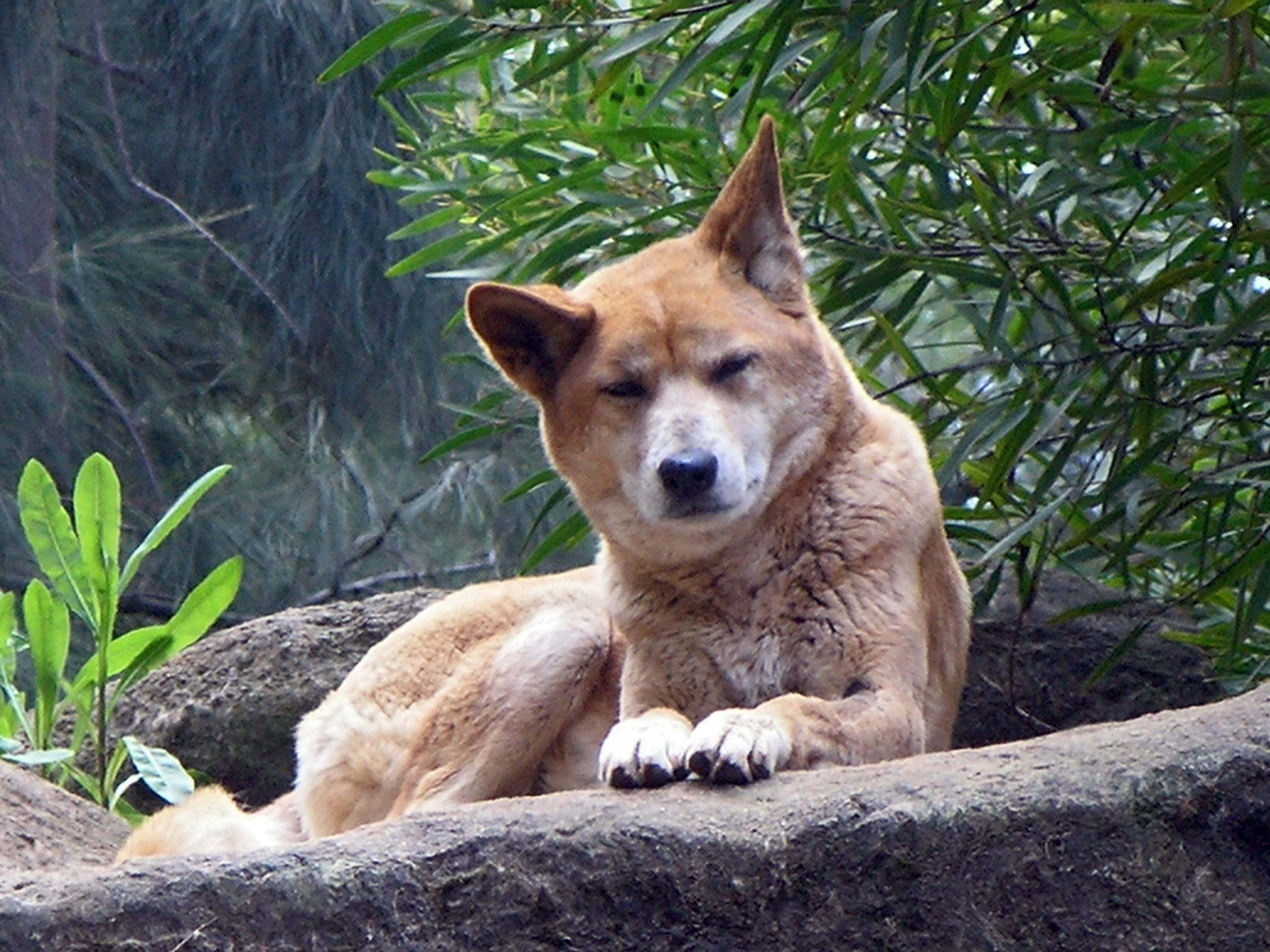
Dingo australijski

Perth Zoo – ogród zoologiczny, położony w dzielnicy South Perth w Perth. Zoo zostało otwarte w 1898 roku posiadając wówczas dwa lwy i tygrysa. Obecnie zoo w Perth posiada 1800 zwierząt należących do 230 gatunków. Zoo uczestniczy w kilku programach dla zagrożonych gatunków, które obejmują tygrysy syberyjskie, orangutany, nosorożce białe i żyrafy oraz hodowle krajowej fauny w celu wypuszczenia jej na wolność i tym samym zwiększenia różnorodności genetycznej dzikich populacji (np. niełaz eukaliptusowy Dasyurus geoffroii, pseudomysz wydmowa Pseudomys fieldi, mrówkożerowate i skałoskakun gruboogonowy Zyzomys pedunculatus).

## Dyrektorzy Zoo
- 1898–1935 Ernest Albert Le Souef.
- 1932–1941 L.E. Shapcott (przewodniczący zarządu ogrodu zoologicznego w Perth).
- 1950–1967 W.K. Lyall (kierownik ogrodu zoologicznego w Perth).
- 1967–1984 Tom Spence
- 1984–1994 John De Jose
- 1995–1998 Ricky Burges